# Almár
Az Almár a germán Adalmar, Adelmár nevekből rövidült férfinév, jelentése: nemes + híres. Női párja: Almiréna

## Rokon nevek
Anyakönyvezhető rokon nevek:
- Elmó
- Elmár

## Gyakorisága
Az 1990-es években szórványosan fordult elő, a 2000-es és a 2010-es években nem szerepel a 100 leggyakoribb férfinév között.
A teljes népességre vonatkozóan a 2000-es és a 2010-es években az Almár nem szerepelt a 100 leggyakrabban viselt férfinév között.

## Névnapok
- március 24.[2]

## Híres Almárok
„Almár” utónevű személyek szócikkeinek listája a Wikidata alapján